# Orient Express (película)
Orient Express es una película de drama romántico rumana de 2004 dirigida por Sergiu Nicolaescu. Fue la presentación de Rumanía a los 77.ª Premios de la Academia para el Premio de la Academia a la Mejor Película Internacional, pero no fue nominada.